# Chen Jin
Chen Jin (traditionell kinesiska: 陳金?, förenklad kinesiska: 陈金?, pinyin: Chén Jīn), född 10 januari 1986, är en kinesisk idrottare som tog brons i badminton vid olympiska sommarspelen 2008 i Peking. Han är även tidigare världsmästare i herrarnas singel i badminton efter att han besegrat Taufik Hidayat i finalen som hölls i Paris 2010.

## Olympiska meriter

### Olympiska sommarspelen 2008
| Namn         | Gren   | 32-delsfinal | 16-delsfinal             | 8-delsfinal                     | Kvartsfinal               | Semifinal                | Final                           | Final |
| Namn         | Gren   | Resultat     | Resultat                 | Resultat                        | Resultat                  | Resultat                 | Resultat                        | Plats |
| ------------ | ------ | ------------ | ------------------------ | ------------------------------- | ------------------------- | ------------------------ | ------------------------------- | ----- |
| (4) Chen Jin | Singel |              | Moody (NZL) W 21-9, 21-1 | Kehlhoffner (FRA) W 21-10, 21-6 | Hsieh (TPE) W 21-8, 21-14 | Lin (CHN) L 12-21, 18-21 | Lee (KOR) W 21-16, 12-21, 21-14 |       |